# Катал мак Аэда

Ирландия в VIII — первой трети IX века

Катал мак Аэда (др.‑ирл. Cathal mac Áeda; погиб в 737) — король Лагора (Южной Бреги; 729—737) из рода Сил Аэдо Слане.

## Биография
Катал был сыном Аэда Лагена и внуком первого правителя Лагора Ниалла мак Кернайга Сотала. Он принадлежал к Уи Хернайг, одной из двух основных ветвей рода Сил Аэдо Слане.
Отец Катала мак Аэды так и не смог овладеть престолом Лагора, которым после убийства короля Ниалла в 701 году правили его ближайшие родственники. Аэд Лаген погиб в 722 году, сражаясь с лейнстерцами в битве при Аллане. Катал унаследовал власть над Южной Брегой в 729 году после своего родственника Катала мак Нейлла, убитого при неизвестных обстоятельствах.
В записях о событиях 733 года в ирландских анналах сообщается о столкновениях в Тайльтиу короля Миде Домналла Миди с неким королём Каталом. Большинство современных считает, что речь в этих свидетельствах идёт о вторжении во владения Домналла короля Мунстера Катала мак Фингуйне. Предполагается, что он дошёл до резиденции верховных королей Ирландии в Тайльтиу и разбил здесь лагерь, но потерпел поражение от войска Домналла Миди и был вынужден отступить. На обратном пути на родину мунстерцы нанесли у Тлахгты поражение войску септа Кланн Холмайн Бикк, возглавлявшемуся Фолламаном мак Кон Конгалтом. Однако историк Т. М. Чарльз-Эдвардс, опираясь на отсутствие сведений об этих событиях в мунстерских «Анналах Инишфаллена», сделал предположение, что Каталом анналов являлся не король Катал мак Фингуйне, а король Лагора Катал мак Аэда.
В 737 году в Бреге возобновились междоусобицы между двумя основными ветвями рода Сил Аэдо Слане, Уи Хернайг и Уи Хонайнг, представители которой правили королевством Наутом (Северной Брегой). В произошедшем при Лиа Айлбе около Маг Айлбе (современного Мойналви) войско Катала мак Аэды было разбито войском короля всей Бреги Конайнга мак Амалгадо. Король Южной Бреги пал на поле боя, а его родственник Кернах мак Фогартайг смог спастись бегством.
После гибели Катала мак Аэды престол Лагора унаследовал Кернах мак Фогартайг. Потомки Катала в более позднее время владели небольшим брегским септом Сил Аэда Лайгин.